# Усадьба «Киискиля»
Усадьба Киискиля (фин. Kiiskilän kartano) — историческое поместье, расположенное в Выборгском районе Ленинградской области, в поселке Подберезье на западном берегу Финского залива, приблизительно в 10 километрах от г. Выборг.
Усадьба является одной из немногих сохранившихся вокруг Выборга исторических финских построек. Первые упоминания об усадьбе Киискиля встречаются в исторических документах уже в 1562—1583 годах, тогда как главное усадебное здание было построено в 1816 году
Название усадьбы происходит от финского названия реки, протекающей через территорию — Киискийоки (нынешнее название — Ершиха, фин. Kiiskijoki).

## Ранние упоминания
Впервые поместье упоминается в исторических документах 1562—1583 годов. Во времена шведского правления оно перешло в распоряжение Выборгского ратмана (члена городского суда и магистрата) Вита Олда (шв.Vit Old), а затем переводчику русского языка Габриэлю Йонсу (шв. Gabriel Jöns). Следующие упоминания встречаются в 1665 году, когда поместье передали во владение коменданту Выборгского замка, губернатору Петеру Холландеру Риддеру (шв.Peter Holländer Ridder), и в его распоряжении оно находилось до 1706 года. После этого поместье было назначено в распоряжение кавалерии под названием «Reducerade Prebende Mantal».
В 1754 году владельцем являлся губернский советник Герсдорфф (шв.Gersdorff), и от него право на владение усадьбой перешло к купеческому роду Сесеманнов (нем.Sesemann), у которых территорию выкупил Фридрих Данненберг (нем.Friedrich Dannenberg) — немец по национальности, крупный землевладелец. Он снес старые постройки усадьбы и приступил к строительству главного здания по проекту французского архитектора Петра Лукича Вилье (фр.Villiers), которое было завершено в 1816 году. Дом площадью 1050 м² является главной исторической постройкой усадьбы, сохранившейся до наших дней. 

## Семья Крон
Дочь Фридриха Данненберга — Юлия Доротея Данненберг (1818—1889) вышла замуж за Леопольда Вильгельма Крона (1806—1890), сына Абрахама Крона — первого российского промышленного пивовара, создателя крупного пивоваренного завода (в настоящее время известен как завод им. Степана Разина, принадлежит компании «Хейнекен»), по рассказам семьи Крон близко знакомого с Екатериной II. В семье Крон передается история о том, что императрица заметила Абрахама Крона, занимавшего должность помощника дворцовой пекарни, и предложила выполнить любое его желание. Абрахам, после недельного раздумия, попросил у императрицы 1000 рублей и участок у воды для строительства пивоваренного завода. Екатерина II подарила Абрахаму не тысячу, а 30000 рублей, а также участок у воды и контракт на поставку пива ко двору. Так был основан первый российский пивоваренный завод. Один из сыновей Абрахама, Леопольд, не хотел заниматься пивоварением. Он встретил на одном из вечеров в Санкт-Петербурге Юлию Данненберг и сделал ей предложение. Согласно воле отца, через 3 года, когда Юлии исполнилось 17 лет, была сыграна свадьба. Юлия и Леопольд поселились в усадьбе Киискиля. В 1841 году Фридрих Данненберг продал усадьбу Юлии и Леопольду В 1888 году сын Леопольда, Юлиус Крон погиб при крушении парусной лодки в Финском заливе. Вскоре после этого родители продали имение, а мебель и другие предметы были проданы на аукционе. В том же году усадьбу Киискиля купил военный бухгалтер Виктор Аренберг, но в последующие годы оно много раз переходило из рук в руки. В 1897 году поместье купил Вильгельм Брайтенштейн, который по материнской линии принадлежал к семье Крон. После 1918 года поместье принадлежало обществу инвалидов финской гражданской войны. Во время войны в здании размещался военный госпиталь.

## Известные жители усадьбы
- Юлиус Крон — финский исследователь-лингвист, публицист
- Карле Крон — исследователь народной поэзии
- Илмари Крон — композитор, первый музыковед Финляндии
- Хелми Крон — финская переводчица, писательница
- Айно Каллас (урождённая Крон) — писательница
- Ауне Крон[англ.] — писательница
- Леопольд Август Крон[фин.] — основатель финского общества Красного Креста

## Советский период
В 1940 и 1944 годах земли усадьбы были переданы Советскому Союзу по Московскому мирному договору и по Московскому перемирию соответственно.
После Второй мировой войны в усадьбе Киискиля размещался детский дом, затем — пионерский лагерь «Чайка», который принадлежал судостроительному заводу.

## Реставрация усадьбы
В наши дни усадьба находится в процессе реставрации. В 2016 году она была приобретена хирургом Ильей Слепцовым, который и руководит процессом. На данный момент в усадьбе уже проходят экскурсии, хотя реставрация ещё не завершена. В ходе экскурсий гостей знакомят с историей усадьбы, связанными с усадьбой личностями, методикой реставрации главного здания усадьбы.   Планируется сделать усадьбу музеем и культурным центром, так как она является важной достопримечательностью в окрестностях Выборга. В процессе реставрации был восстановлен стиль пивоварения Абрахама Крона, имеющий значение для истории усадьбы. На данный момент на территории усадьбы работает своя пивоварня под торговой маркой Kiiskilä.
На территории усадьбы Киискиля в настоящее время находятся следующие исторические объекты:
- главное усадебное здание (два этажа и подвал, завершена реставрация фундамента, крыльца и сруба стен здания, частично восстановлена крыша здания, воссоздана примыкающая к зданию башня)
- гранитный погреб (реставрация завершена)
- конюшня (реставрация не проводилась)
- деревянный дом (в советский период — здание медицинского пункта; реставрация завершена, в здании размещен магазин)
- мост через реку (основание моста выполнено из гранитных блоков, восстановлен деревянный настил, установлены резные перила, фонари)
- колодец (реставрация завершена)

Также на территории находятся здания, построенные в последние годы по проектам архитектора Валентины Кокоревой (Москва):
- дом охраны
- здание кафе
- дома для гостей усадьбы
- эллинг
- вспомогательные здания
- общественное здание у входа в усадьбу

Архитектура зданий выдержана в стиле провинциальной деревянной архитектуры Финляндии конца XIX — начала XX веков. Конструктив зданий повторяет элементы, характерные для архитектуры указанного периода: гранитный фундамент, отмостка вокруг зданий из гранитного валуна, деревянная отделка, двухрамные окна и деревянные филенчатые двери. Здания украшены деревянной отделкой с резьбой.
Важным элементом архитектурного стиля усадьбы являются беседки. В настоящее время на территории построено 3 беседки, одна из которых полностью повторяет вид старинной беседки, располагавшейся в усадьбе.
В подвале главного здания усадьбы установлен памятник Абрахаму Крону работы скульпторов Александра Мурзина и Евгении Левитиной (Санкт-Петербург). Памятник изображает Абрахама Крона в момент начала его путешествия в Россию.
Вблизи одного из въездов в усадьбу построена мельница, внутри которой располагается водонапорная башня советского периода постройки. Рядом со зданием мельницы установлен деревянный павильон для источника воды. Береговая линия усадьбы, выходящая к Финскому заливу, декорирована и укреплена старинными гранитными блоками. Выполняются работы по созданию в зоне набережной прогулочного пространства. В эллинге на набережной размещаются байдарки, SUP-борды, палатки, спальные мешки и другое туристическое снаряжение, которое посетители усадьбы могут взять в аренду и отправиться в поход по островам Выборгского залива.
Произведена расчистка дренажных канав, выполняющих функцию по осушению территории усадьбы. Расчищена зона для монтажа детской площадки, склон горы для организации катания детей в зимнее время.
В усадьбе расположена железнодорожная линия с шириной колеи 300 мм для действующего макета выборгского трамвая. В настоящее время два макета выборгского трамвая могут быть использованы для проезда по железной дороге. Трамвай вмещает в себя 6 пассажиров и вагоновожатого.
В усадьбе создана зона для размещения сельскохозяйственных животных. В настоящее время в усадьбе можно увидеть яков, коров шотландской породы хайленд, кроликов. В парке усадьбе проживает значительное число белок, для которых на деревьях размещены бельчатники и кормушки.
Рядом с главным входом в усадьбе на склоне горы установлен деревянный поклонный крест. На вершине горы проводится строительство часовни, к которой уже оборудована пешеходная дорожка с деревянным настилом и зонами отдыха.
На прилегающих к усадьбе полях произведены посадки винограда северных сортов. Усадебная пасека производит мед, который можно приобрести в магазине на территории.

### Документальная литература
- Крон, Хельми: Kiiskilän hovi . Отава 1915.
- Никандер, Габриэль (ред.): Herrgårdar i Finland III (Monrepos, Kiiskilä och Liimatta). Сёдерстрём, Гельсингфорс, 1932 г.
- Каркиайнен, Туови: Kiiskilän kartano on yhä paikallaan «Усадьба Киискиля все ещё существует». . — Карьяла № 2[ постоянная мертвая ссылка ]4, 16.06.1994.

### Художественные произведения о Киискиля
- Крон, Хельми: Исани Юлиус Крон ja hänen sukunsa («Мой отец Юлиус Крон и его семья»). Отава 1942.
- Крон, Хельми: Ээва-Лиза, entisen koulutytön päiväkirja («Ээва-Лиза, дневник бывшей школьницы»). Отава 1943.
- Каллас, Айно: Katinka Rabe, kirja lapsesta («Катинка Рабе, книга о ребёнке».). Отава 1920.
- Каллас, Айно: Kanssavaeltajia ja ohikulkijoita: Muistoja ja muotokuvia. («Попутчики и прохожие».) Отава 1945.